# Hydrovatus vividus
Hydrovatus vividus är en skalbaggsart som beskrevs av Guignot 1954. Hydrovatus vividus ingår i släktet Hydrovatus och familjen dykare. Inga underarter finns listade i Catalogue of Life.